# Mondfinsternis vom 30. August 367 v. Chr.
Die in babylonischen Quellen notierte Mondfinsternis vom 30. August 367 v. Chr. gehört zur Gattung der ACT-Texte. Besondere Bedeutung erlangte diese Aufzeichnung durch Bezug auf den achämenidischen König Artaxerxes II. Heute befindet sich die Keilschrifttafel BM 35184 im British Museum zu London.

## Babylonische Erwähnung
Bei dem erwähnten astronomischen Ereignis handelte es sich um eine totale Mondfinsternis, die aufgrund der Angaben im Keilschrifttext genau zu datieren war. Die Mondfinsternis fiel in ein Schaltjahr des babylonischen Kalenders und trat in der Nacht des 30. August 367 v. Chr. ein. Der Schreiber des babylonischen Keilschrifttextes vermerkte die genaue Zeitangabe der Mondfinsternis:

„[Artaxerxes II. 38. Jahr]: In der Nacht des 13. Abu (25. Augustgreg.) begann 56 deg nach Sonnenuntergang die Bedeckung des Mondes.“